# HD 256
HD 256 är en dubbelstjärna belägen i den mellersta delen av stjärnbilden Valfisken. Den har en  skenbar magnitud av ca 6,20 och är mycket svagt synlig för blotta ögat där ljusföroreningar ej förekommer. Baserat på parallax enligt Gaia Data Release 2 på ca 6,9 mas, beräknas den befinna sig på ett avstånd på ca 474 ljusår (ca 145 parsek) från solen. Den rör sig närmare solen med en heliocentrisk radialhastighet på ca -10 km/s.

## Egenskaper
Primärstjärnan HD 256 A är en snabbt roterande vit till blå stjärna i huvudserien av spektralklass A3 Vn sh. Den har en massa som är ca 1,9 solmassor och har ca 57 gånger solens utstrålning av energi från dess fotosfär vid en effektiv temperatur av ca 9 000 K.
Ursprungligen betraktades HD 256 som en ensam stjärna och rapporterades 1982 vara en skalstjärna. Absorptionslinjer från omgivande materia befanns sedan vara varierande och visade likhet med en stoftskiva som omger Beta Pictoris.  Spektralklassificering A2 IV/V matchade då en stjärna av spektraltyp A nära slutet av dess tid i huvudserien, med egenskaper hos en stjärna i övergång till underjättefasen.
En studie från 2019 med PIONIER (VLTI) och 32 års mätningar av radiell hastighet ger stöd för att HD 256 istället är en dubbelstjärna. Den variabla komponenten i spektrallinjerna kommer inte från exokometer enligt denna studie, utan snarare från följeslagaren. Varje enskild stjärna har sitt eget omgivande skal. Paret har en omloppsperiod på 2,05 år, en excentricitet på ca 0,23 och en halv storaxel på 3,08 AE. Den justerade klassificeringen gäller för en snabbt roterande huvudserieskalstjärna av typen A3 Vn sh.